# Campeonato Piauiense de Futebol de 1986
O Campeonato Piauiense de Futebol de 1986 foi o 46º campeonato de futebol do Piauí. A competição foi organizada pela Federação Piauiense de Desportos e o campeão foi o Flamengo.

## Premiação
| Campeonato Piauiense de Futebol de 1986 |
| --------------------------------------- |
| FLAMENGO Campeão (12º título)           |